# 鱗胸川脂鯉
鱗胸川脂鯉（学名：Potamorhina squamoralevis），為輻鰭魚綱脂鯉目脂鯉亞目無齒脂鯉科的一個種，分布於南美洲巴拉圭河及巴拉那河流域，體長可達23.4公分，棲息在底中層水域，以生活習性不明。